# زوران تومسيتش
زوران تومسيتش هو لاعب كرة قدم كرواتي، ولد في 26 فبراير 1970 في جمهورية يوغوسلافيا الاشتراكية الاتحادية. لعب مع نادي سيغيستا ونادي فولفسبورغ.

## وصلات خارجية
- زوران تومسيتش على موقع قاعدة بيانات كرة القدم.إي يو (الإنجليزية)
- زوران تومسيتش على موقع بيانات كرة القدم. دي إي (الألمانية)
- زوران تومسيتش على موقع عالم كرة القدم.نت (الإنجليزية)